# Суси (Эна)
Суси́ (фр. Soucy) — коммуна во Франции, находится в регионе Пикардия. Департамент коммуны — Эна. Входит в состав кантона Вилле-Котре. Округ коммуны — Суассон.
Код INSEE коммуны — 02729.

## Население
Население коммуны на 2010 год составляло 88 человек.
| 1962 | 1968 | 1975 | 1982 | 1990 | 1999 | 2010 |
| ---- | ---- | ---- | ---- | ---- | ---- | ---- |
| 91   | 89   | 72   | 62   | 68   | 73   | 88   |

## Экономика
В 2010 году среди 52 человек трудоспособного возраста (15—64 лет) 44 были экономически активными, 8 — неактивными (показатель активности — 84,6 %, в 1999 году было 69,6 %). Из 44 активных жителей работали 38 человек (18 мужчин и 20 женщин), безработных было 6 (1 мужчина и 5 женщин). Среди 8 неактивных 3 человека были учениками или студентами, 0 — пенсионерами, 5 были неактивными по другим причинам.